# Anela (álbum)
Anela (estilizado en minúsculas) es el tercer álbum de estudio de la cantante española Belén Aguilera, será publicado el 12 de septiembre de 2025 por Sony Music España.

## Antecedentes
En enero de 2025, en un evento de HIGHTALKS habló sobre su tercer álbum de estudio, donde declaró «es una ruptura con lo anterior por completo».En febrero de 2025, en una entrevista comentó que el álbum vería la luz «en breves».En marzo, anunció su fichaje por Sony Music España, discográfica con la que publicará Anela.La semana del 5 de mayo, archivó todas sus publicaciones en Instagram, y el 7 de mayo publicó en Twitter e Instagram un vídeo promocional bajo el título «Anela. 2025». El 14 de mayo, anunció que «Anela» será el título de su cuarto álbum de estudio, junto a la portada y el listado de canciones que forman el álbum.

## Lanzamiento y promoción

### Sencillos
«Laberinto» fue el primer adelanto del álbum y el debut discográfico de la cantante en Sony Music España. El sencillo fue publicado en todas las plataformas digitales el 23 de mayo de 2025. Ese mismo día fue publicado su videoclip en YouTube, dirigido por Santa Monica Films.
«Eclipse» y «Salvamento» fueron publicados el 19 de junio. Este doble lanzamiento se corresponde con los tracks 5 y 6 de Anela. Ese mismo día fue publicado también el videoclip de ambas canciones en YouTube, bajo la dirección de Santa Monica Films y con una duración de 6:26 minutos.

## Listado de canciones
| Anela |                        |          |  |
| N.º   | Título                 | Duración |  |
| 1.    | «Nacer para morir»     | 2:06     |  |
| 2.    | «Ático»                | 2:02     |  |
| 3.    | «Dramático»            | 3:01     |  |
| 4.    | «Laberinto»            | 3:22     |  |
| 5.    | «Eclipse»              | 3:13     |  |
| 6.    | «Salvamento»           | 2:51     |  |
| 7.    | «Dama en apuros»       | 2:20     |  |
| 8.    | «Soledad»              | 2:56     |  |
| 9.    | «Mutantes»             | 3:44     |  |
| 10.   | «Cómo puedo volver»    | 2:14     |  |
| 11.   | «Bruja»                | 3:04     |  |
| 12.   | «Ahora que estoy bien» | 2:59     |  |
| 13.   | «Se queda dentro»      | 2:50     |  |
| 36:42 |                        |          |  |